# Boat (film)
Boat è un cortometraggio del 2007 scritto e diretto da David Lynch.

## Trama
Un uomo si trova su un motoscafo in un lago, mentre una donna fa una confusa descrizione di ciò che sta accadendo. Ad un certo punto l'uomo si volta verso la macchina da presa e annuncia: "Cercheremo di andare così veloci da entrare nella notte". Aumenta la velocità della barca e viaggia nell'oscurità.

## Distribuzione
Il cortometraggio è stato distribuito nel 2007 all'interno del DVD Dynamic:01 - the best of davidlynch.com.